# Коммий
Коммий (дата рождения неизвестна — 20 год до н. э.) — с 57 до 50 года до н. э. вождь кельтского племени атребатов, правитель «королевства» Каллева (юго-западная Британия) с 50 до 20 года до н. э.
Коммий стал вождём племени атребатов в ходе покорения Белгики Гаем Юлием Цезарем. Он не сопротивлялся римлянам, став их союзником. Поэтому атребаты сохранили внутреннюю автономию и выборность своих вождей и старейшин. Во время Галльской войны Коммий помогал Цезарю продовольствием и оружием. В 55 году до н. э. Гай Юлий Цезарь направил Коммия в качестве разведчика в Британию, уже тогда имея целью вторжение на остров. Впрочем, деятельность его в качестве шпиона оказалась неудачной — Коммия задержали тринобаты и отвели к Кассивелауну, который заключил Коммия в тюрьму.
Коммий сумел освободиться лишь в 55 году до н. э. после вторжения римлян в Британию. Находясь в сложной ситуации, Кассивелаун обратился к Коммию, чтобы тот выступил в качестве посредника в переговорах с римлянами. Результатом действий Коммия стало заключение мирного соглашения между бриттами и римлянами. После этого в 54 году до н. э. Коммий вернулся в Галлию. Он не поддержал восстание северных галлов во главе с Амбиориксом, сохранив верность Цезарю. Оценив это, последний предоставил ещё больше льгот атребатам. Впрочем, с началом восстания галлов во главе с Верцингеториксом Коммий решил присоединиться к врагам римлян и примкнул к войску Верцингеторикса. В 52 году до н. э. он с войском атребатов двинулся на помощь Алезии. После поражения галлов у этой крепости Коммий вернулся к своему племени. В ответ на это Гай Юлий Цезарь поручил своему легату Марку Антонию организовать убийство Коммия. Тот, в свою очередь, поручил организовать покушение военному трибуну Гаю Волусену.
Тем не менее, в результате покушения Коммий был только тяжело ранен наёмными убийцами, а не погиб, чудом избежав смерти. Однако он решил больше не встречаться с римлянами и в 50 году до н. э. бежал в Британию. Здесь в течение нескольких десятков лет Коммий создал собственное государство под названием Каллева со столицей в современном городе Солчестере. В этой части Британии Коммий властвовал спокойно до самой своей смерти в 20 году до н. э. Ему наследовали его сыновья — Тинкомар, Эппилл и Верика (Берик).